# King John’s Castle (County Louth)
King John’s Castle (auch Carlingford Castle, irisch Caisleán Rí Sheáin, Caisleán Chairlinn) ist die Ruine einer Niederungsburg in Carlingford im irischen County Louth. Die Burgruine liegt am Hafen, auf halbem Wege die Südküste des Carlingford Lough entlang. Sie gilt als National Monument.

## Geschichte
Den Westflügel von Carlingford Castle ließ Hugh de Lacy, Lord of Meath, Ende des 12. Jahrhunderts, bald nach der anglonormannischen Invasion Irlands, errichten. Das Gebäude erhielt den Namen „King John’s Castle“, nachdem König Johann Ohneland, Lord of Ireland, 1210, während seiner zweiten Expedition nach Irland, als er in der Provinz Ulster einmarschierte, um Hugh de Lacy, 1. Earl of Ulster, festzunehmen, angeblich drei Tage dort verbracht hatte. Ein lokaler Mythos besagt, dass er in Carlingford damit begann, die Magna Carta zu entwerfen, die 1215 ratifiziert wurde. Andere Quellen schreiben dies Ralph Pepper im Jahre 1204 zu.
Der Ostflügel der Burg wurde um 1261 hinzugefügt. 1326 wurde die Burg Geoffrey le Bloud anvertraut. Edmond Loundres war 1388 Konstabler, Stephen Gernon 1400. Henry McShane O’Neill versuchte 1596, die Burg einzunehmen.
In den irischen Konföderationskriegen befand sich die Burg in Händen der irisch-katholischen Konföderation; 1642 wurde sie von Truppen unter Sir Henry Tichborne, 3. Baronet, eingenommen, 1649 von den Streitkräften von Murrough O’Brien, 1. Earl of Inchiquin, und 1650 von denen von Charles Coote, 1. Earl of Mountrath.
Im Krieg der zwei Könige wurde es 1689 von den Jakobiten beschossen und von Friedrich von Schomberg vor der Schlacht am Boyne als wilhelminisches Lazarett genutzt.

## Beschreibung

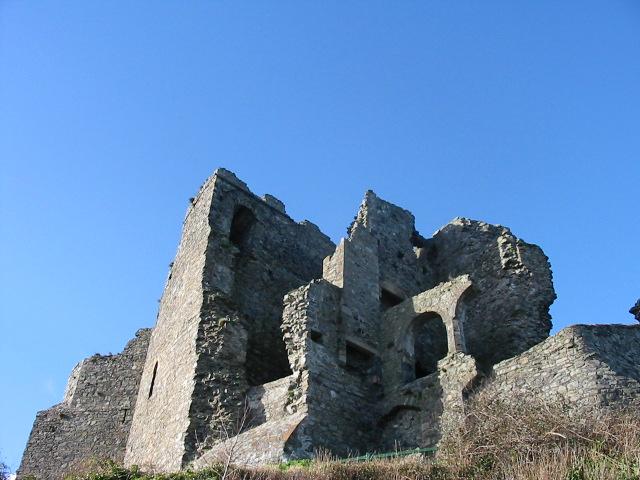
Blick auf die Mauern mit Bogenfenster

King John’s Castle ist eine Burg in D-Form mit 3,4 Meter dicken Mauern. Die Kurtine im Westflügel hatte ein Torhaus und einen Flankierungsturm mit quadratischem Grundriss. Sie enthält auch tiefe Schießscharten mit engen Pfeilschlitzen.
Eine große Halle mit rechteckigem Grundriss befindet sich im Ostflügel; diese Halle hat zwei Hauptgeschosse und einen Keller.